# Kedungguwo
Kedungguwo is een bestuurslaag in het regentschap Magetan van de provincie Oost-Java, Indonesië. Kedungguwo telt 2529 inwoners (volkstelling 2010).